# 福井市清水南小学校
福井市清水南小学校（ふくいし しみずみなみしょうがっこう）は、福井県福井市にある公立小学校。

## 沿革
- 1910年（明治43年） - 青雲・誠導・修智の3校を併合し、天津尋常小学校と改称し、本校を真栗区、東分教場を 清水山区、西分教場を甑谷区に設置。
- 1911年（明治44年） - 高等科を設置。
- 1941年（昭和16年） - 国民学校令により天津国民学校と改称。
- 1947年（昭和22年） - 学制改革により天津村立天津小学校と改称、天津中学校を併設する。
- 1955年（昭和30年） - 町村合併により清水町が発足し、清水町立清水南小学校と改称。
- 1957年（昭和32年） - 併設中学校を分離。
- 1961年（昭和36年） - 幼稚園を併設。
- 2006年（平成18年）2月 - 市町村合併により、福井市清水南小学校・幼稚園となる。
- 2011年（平成23年）3月 - 併設幼稚園を閉園[1]。

## 学校周辺
- 福井市清水中学校 - 福井市島寺町

## アクセス
- 京福バス
  - 76 西田中・宿堂線「真栗」下車。